# Brustet halleluja
Brustet halleluja är en psalm med text av Christine Falkenland och musik av Magnus Hördegård. 

## Publicerad som
- Nr 911 i Psalmer i 2000-talet under rubriken "Kyrkliga handlingar".